# Tadao Ando
Tadao Ando (jap. 安藤忠雄) je poznati japanski arhitekta rođen u Osaki 1941. godine.
Ando je samouki arhitekta. Isprva se bavio profesionalnim boksom. Od svoje desete pa do sedamnaeste godine kod jednog tesara je učio obradu drveta i pravio modele aviona i brodova.
Posebno se zainteresovao za arhitekturu čitajući kao mladić jednu knjige o Le Korbizjeu, koji je na njega ostavio veliki uticaj. Sve svoje znanje o arhitekturi stekao je autodidaktičkim putem obilazeći hramove, svetilišta i čajdžinice u Japanu i praveći makete brodova i crkava na vodi.
U periodu između 1962. i 1969. godine putovao je po Evropi, Africi i SAD, gde je proučavao objekte velikana arhitekture kao sto su Alvaro Aalto, Frenk Lojd Rajt, Le Korbizje i Mis Van der Roe.
Sa 28 godine vraća se u Osaku gde 1969. godine osniva svoju firmu Tadao Ando Architect & Associates. Prvi nacrti bili su mu male drvene kućice, entrijer i komadi nameštaja. Godine 1975. izgradio je kuću Azuma u Osaki, za koju je dobio priznanje Japanske arhitektonske asocijacije.
Dobitnik je mnogih značajnih nagrada, među kojima su najvažnije Karlsbergova nagrada 1992. godine i prestižna Prickerova nagrada (Pritzker - Preis) za arhitekturu.